# Incilius occidentalis
El sapo de los pinos, sapo de pino o sapo pinero Incilius occidentalis es es una especie de anfibio anuro de la familia Bufonidae. La especie es endémica de México. Habita entre los 610 y 2,400 msnm. Se distribuye principalmente en algunas regiones de la Sierra Madre Occidental, Eje Neovolcánico y Sierra Madre del Sur. La IUCN2019-1 considera a la especie como de preocupación menor.

## Distribución geográfica
Esta especie es endémica de México. Habita entre los 610 y 2400 m de altitud en los estados de Durango, Zacatecas, Aguascalientes, Jalisco, San Luis Potosí, Querétaro, Hidalgo, Michoacán, estado de México, Guerrero, Puebla, Tlaxcala, Oaxaca y Veracruz.

## Publicación original
- Camerano, 1879 : Di alcune specie di anfibii anuri esistenti nelle collezioni del R. Museo Zoologico di Torino. Atti della Reale Accademia delle scienze di Torino, vol. 14, p. 866-897.[6]